# Peneothello
Genre
Peneothello est un genre de passereaux de la famille des Petroicidae. Il regroupe quatre espèces de miros.

## Répartition
Ce genre se trouve à l'état naturel en Nouvelle-Guinée,,,.

## Liste alphabétique des espèces
Selon la classification de référence du Congrès ornithologique international (version 9.2, 2019) :
- Peneothello bimaculata (Salvadori, 1874) — Gobemouche à croupion blanc, Miro à croupion blanc
  - Peneothello bimaculata bimaculata (Salvadori, 1874)
  - Peneothello bimaculata vicaria (De Vis, 1892)
- Peneothello cryptoleuca (Hartert, 1930) — Gobemouche fuligineux, Miro ombré
  - Peneothello cryptoleuca albidior (Rothschild, 1931)
  - Peneothello cryptoleuca cryptoleuca (Hartert, 1930)
  - Peneothello cryptoleuca maxima Diamond, 1985
- Peneothello cyanus (Salvadori, 1874) — Gobemouche à ventre ardoisé, Miro gris-bleu
  - Peneothello cyanus atricapilla (Hartert & Paludan, 1934)
  - Peneothello cyanus cyanus (Salvadori, 1874)
  - Peneothello cyanus subcyanea (De Vis, 1897)
- Peneothello sigillata (De Vis, 1890) — Gobemouche à ailes blanches, Miro à ailes blanches
  - Peneothello sigillata quadrimaculata (van Oort, 1910)
  - Peneothello sigillata saruwagedi (Mayr, 1931)
  - Peneothello sigillata sigillata (De Vis, 1890)
- Peneothello pulverulenta (Bonaparte, 1850) — Miro des mangroves